# Yin Zizhong
Dans ce nom chinois, le nom de famille, Yin, précède le nom personnel.
Yin Zizhong (chinois : 尹自重 ; pinyin : yǐn zìzhòng ; cantonais Jyutping : wan5 zi6cung4 ; né en 1903 au Guangdong en Chine et mort le 10 mai 1985 à Boston aux États-Unis) est un musicien cantonais renommé, chef d'orchestre, violoniste et compositeur, associé au Mouvement pour la nouvelle culture des années 1920 et 1930 en Chine.
Yin Zizhong est également connu sous son nom cantonais — transcrit Wan Chi-chung ou Wan Tsi-chung — et sous le nom de Che Chung Wan aux États-Unis.

## Formation
Yin Zizhong naît dans le district de Shunde au Guangdong dans une famille originaire de Dongguan et il grandit à Hong Kong[réf. souhaitée].
Très tôt au contact de la musique religieuse occidentale, il fait ses débuts sur scène à onze ans puis part étudier à Lyon et à Paris. Il joue en Nouvelle-Zélande en 1923, à Londres en 1924 puis aux États-Unis et au Canada[réf. souhaitée].

## Carrière
Yin Zizhong rentre en Chine dans les années 1930 et devient le premier chef d'orchestre chinois de l'Orchestre symphonique de Chongqing. Parallèlement à son rôle dans la diffusion de la musique occidentale en Chine, il contribue largement à la création du style de violon cantonais de l'opéra chinois encore en usage de nos jours,.
Des années 1930 au début des années 1960, il compose une trentaine de musiques de film pour le cinéma hongkongais.
Il figure de plus en tant qu'acteur dans quelques films comme A Blooming Rose sorti en 1935 et Bitter Sweet sorti en 1936 ; il incarne également le chef d'orchestre dans Wealth Is Like a Dream sorti en 1948.
En 1942, Yin Zizhong joue à Canton avec Lü Wencheng, He Dasha et Cheng Yuewei dans des maisons de thé renommées. Ils y gagnent collectivement le surnom de « quatre grands rois de la musique cantonaise »[réf. souhaitée].
Yin Zizhong quitte Hong Kong pour les États-Unis au début des années 1960.
À son arrivée à San Francisco en 1963, il est reçu par le maire, George Christopher, qui lui remet les clés de la ville. Il enseigne la musique à San Francisco pendant huit ans. La Chinese Music Society l'invite ensuite dans les années 1970 à enseigner à Boston.
Il meurt le 10 mai 1985 à Boston et est enterré au cimetière de Forest Hills,

## Influence
Yin Zizhong est considéré comme un des musiciens les plus populaires de la période 1912-1949 en Chine[réf. souhaitée].
Son style influence les compositeurs chinois des années 1950 tels que Li Delun (en) et Cao Peng (en)[réf. souhaitée].